# Have Dreams, Will Travel
Pour plus de détails, voir Fiche technique et Distribution.
Have Dreams, Will Travel est un film américain réalisé par Brad Isaacs et sorti en 2008. Il a été présenté au festival de Rome au mois de novembre 2007.

## Synopsis
C'est l'histoire d'un garçon de treize ans délaissé par ses parents, sa vie est donc ennuyeuse jusqu'au jour où un accident de voiture se produit devant chez lui ; dans cette voiture il y avait deux parents qui sont morts et Cassie qui, elle, a survécu. Cassie est alors soignée et logée chez les parents de Ben.
Ben et Cassie font rapidement connaissance et décident finalement de partir à Baltimore chez l'oncle et la tante de Cassie.
En route ils découvrent de nombreuses personnes et leurs trajets est bouleversé par quelques évènements ; les deux enfants organisent même un petit mariage ; ils parviennent finalement à destination, il se sentent bien dans leur nouveau foyer mais quelque chose tourmente Cassie depuis tout ce temps : elle revoit sans cesse le soir de la mort de ces parents et la pauvre est tourmentée, les symptômes ne font qu'empirer et Cassie est finalement transportée dans un hôpital psychiatrique où elle se fait soigner.
Ben ne mettra pas longtemps avant de lui permettre de s'échapper et ils poursuivent finalement leur chemin et forment un couple; Cinq ans plus tard, Ben a accompli son rêve : il est devenu un grand joueur de baseball...

## Fiche technique
- Titre : Have Dreams, Will Travel
- Réalisation : Brad Isaacs
- Scénario : Brad Isaacs
- Musique : Glen Ballard
- Photographie : Steve Mason
- Montage : Dede Allen et Robert Brakey
- Production : Morna Ciraki, Mark Davis, Ryan Howe et Arturo Muyshondt
- Société de production : Thunder Bay Pictures, West Texas New Mexico Films et WolfGang Cinema
- Pays de production :  États-Unis
- Genre : Drame et romance
- Durée : 86 minutes
- Date de sortie : 
  - Italie : novembre 2007 (Festival de Rome)

## Distribution
- Matthew Modine : le père de Ben
- Lara Flynn Boyle : la mère de Ben
- AnnaSophia Robb : Cassie Kennighton
- Cayden Boyd : Ben Reynolds
- Val Kilmer : Henderson
- Heather Graham : la tante de Cassie
- Stephen Root : le sheriff Brock
- Toby Huss : l'adjoint Raymond Ward
- Jackson Hurst : Jack
- Dylan McDermott : l'oncle
- Ethan Phillips : homme d'affaires
- Bill Allen : le père de Cassie
- Tonea Stewart (en) : vieille femme
- Mary Beth Evans (en) : la mère de Cassie